# چانگ یون-جین
چانگ یون-جین (انگلیسی: Chung Yong-jin؛ زادهٔ ۱۹ سپتامبر ۱۹۶۸) کارآفرین، سرمایه‌دار و مدیر ارشد اجرایی اهل کره جنوبی است، که بعنوان مالک، رئیس هیئت مدیره و مدیر عامل اجرایی گروه شینسگائه فعالیت می‌کند.